# NGC 5809
NGC 5809 је лентикуларна галаксија у сазвежђу Вага која се налази на NGC листи објеката дубоког неба.
Деклинација објекта је - 14° 9' 55" а ректасцензија 15h 0m 52,2s. Привидна величина (магнитуда) објекта NGC 5809 износи 13,6 а фотографска магнитуда 14,5. NGC 5809 је још познат и под ознакама MCG -2-38-25, IRAS 14581-1358, PGC 53624.